# Залісся (Безенчуцький район)
Залісся (рос. Залесье) — селище в Безенчуцькому районі Самарської області Російської Федерації.
Населення становить 85 осіб. Входить до складу муніципального утворення сільське поселення Прибій.

## Історія
Населений пункт розташований у межах українського етнічного та культурного краю Жовтий Клин.
Від 2005 року входило до складу муніципального утворення сільське поселення Прибій.

## Населення
| 2010 | 2012 | 2013 | 2014 | 2015 | 2016 |
| ---- | ---- | ---- | ---- | ---- | ---- |
| 84   | ↗87  | ↗115 | ↘81  | →81  | ↗85  |